# آیولوس
آیولوس (به یونانی: Αἴολος)، در اسطوره‌های یونان، پادشاه جزیره شناور آیولیا و خدای زمینی بادها است.
در اساطیر یونان، آئولوس (/ˈiːələs/؛ یونانی باستان: Αἴολος، رومی‌شدۀ کلمۀ  Aíolos است ، تلفظ آن نیز [ǎi̯.olos] است )،پسر هیپوتس، فرمانروای بادهایی بود که اودیسه در ادیسه هومر با آنها روبرو شد. آئولوس پادشاه جزیره آئولیا بود، جایی که او با همسر و شش پسر و شش دخترش زندگی می‌کرد. برای اطمینان از عبور امن اودیسه و افرادش به خانه، آئولوس کیسه‌ای حاوی همۀ بادها، به جز باد ملایم غرب، به اودیسه داد. اما وقتی تقریباً به خانه رسیدند، افراد اودیسه، که فکر می‌کردند کیسه حاوی گنج است، آن را باز کردند و همه آنها توسط بادها به جزیرۀ آئولیا رانده شدند.  آئولوس با این باور که خدایان آشکارا از اودیسه متنفرند، او را بدون کمک بیشتر روانه کرد. این آئولوس همچنین گاهی با آئولوس که پسر هلن و همنام یکی از چهار قبیله اصلی یونان باستان، یعنی آئولیان‌ها بود، اشتباه گرفته می‌شد
زئوس قدرت مهار بادها را به او داده بود و خدایی زمینی محسوب می‌شد. با مهار باد به اودوسئوس در رسیدن به تروا کمک کرد.